# José Balleza Isaias
José Diego Balleza Isaias (27 novembre 1994) è un tuffatore messicano.

## Biografia
Si è formato presso l'Universidad del Valle de México.
Ha rappresentato la nazionale del suo Paese ai campionati mondiali di nuoto di Budapest 2017, gareggiando nel concorso della piattaforma 10 metri sincro maschile, in squadra con Kevin Berlin, dove ha ottenuto il sesto posto in classifica nel turno preliminare ed il decimo in finale.
All'Universiade di Taipei 2017 ha ottenuto il quarto posto nel team event ed il sesto nella piattaforma 10 metri maschile e il quinto nella  paittaforma 10 metri sincro maschile, con Jahir Ocampo.
Ha partecipato all'Universiade di Napoli 2019, dove ha vinto la medaglia d'oro nei concorsi della piattaforma 10 metri e della piattaforma 10 metri sincro misti, al fianco della connazionale Alejandra Estrella, e quella d'argento nella piattaforma 10 metri sincro maschile, in coppia con Andrés Villarreal.
Ai campionati mondiali di nuoto di Gwangju 2019 ha vinto la medaglia di bronzo nella Tuffi ai campionati mondiali di nuoto 2019 - Piattaforma 10 metri sincro misti, con la compagna di nazionale quattordicenne María Sánchez, terminando la gara con 287,64 punti, alle spalle dei cinesi Lian Junjie e Si Yajie (346,14 punti) e dei russi Viktor Minibaev e Ekaterina Beliaeva (311,28 punti). Il risultato ha permesso alla coppia di qualificarsi ai Giochi olimpici di Tokyo 2020.

## Palmarès
- Mondiali

Gwangju 2019: bronzo nel sincro 10m misti.
Fukuoka 2023: argento nel sincro 10m misti.
- Universiade

Napoli 2019: oro nella piattaforma 10m e nel sincro 10m misti, argento nel sincro 10m.